# Клімен (цар Орхомена)
Кліме́н (дав.-гр. Κλύμενος; ім'я означає «знаменитий») — персонаж давньогрецької міфології, цар Орхомена в Беотії, син Пресбона (став царем після смерті Орхомена Молодшого) або навіть син Орхомена Молодшого. Чоловік Бузіге, батько Ергіна, Стратія, Аррона, Пілея, Азея.
Під час свята Посейдона в Онхесте він був смертельно поранений каменем, який жбурнув Перієр, візник фіванського царевича Менекея. Перед смертю Клімен кликнув до своїх синів для помсти. Старший з них Ергін зібрав військо і, виступивши проти фіванців, розбив їх вщент. За умовами мирного договору за смерть Клімена фіванці повинні були протягом двадцяти років щорічно платити Ергіну данину у вигляді ста голів худоби. 
За іншою версією Клімена вбили декілька фіванців під час свята Посейдона.